# Freddy Buache
Pour les articles homonymes, voir Buache.
Freddy Buache, né le 29 décembre 1924 à Lausanne (canton de Vaud) et mort dans la même ville le 28 mai 2019, est un journaliste, poète, écrivain et bellettrien suisse. Il a dirigé la Cinémathèque suisse de 1951 à 1996.

## Biographie
Freddy Buache naquit le 29 décembre 1924 à Lausanne et passa la première partie de son enfance à Villars-Mendraz où ses parents tiennent le Café de la Poste. Son père Frédéric Buache, né en 1897, originaire de Corcelles-près-Payerne, est orphelin et placé en orphelinat à Avenches, avant qu'une famille de Villars-Mendraz l'adopte à l'âge de dix ans. Il fut gendarme à Lausanne, puis il est parti à Orbe comme gardien de prison, avant de revenir à Villars-Mendraz en raison de problèmes de santé. Sa mère Valentine, née Jaton, est originaire de Villars-Mendraz. Ils se sont mariés en 1924 et ils ont ouvert le café-restaurant au centre du village. En 1933, ses parents subissent la faillite de leur café, et après avoir vécu dans un petit deux pièces dans le village, ils partent vivre à Lausanne au printemps 1934. Sa condition de vie devient très précaire, car sa mère est sommelière et son père ne travaille quasiment plus, excepté parfois sur un chantier ou pour aller déblayer la neige. En 1937, comme il se montre doué dans sa scolarité, ses parents l'envoient au collège scientifique, chose inhabituelle en raison de sa condition modeste, mais sa mère lui paye l'écolage. Dans sa classe, il y a principalement des fils de médecins et de notables, à part Gaston Cherpillod qui est aussi fils d'ouvrier et qui en a parlé dans son livre Le chêne brûlé.
Son premier souvenir cinématographique date du début des années 1930, une projection vue dans une grange à Villars-Mendraz, puis dans les années 1940, un de ses premiers chocs au cinéma fut Lumière d'été de Jean Grémillon avec Pierre Brasseur et des dialogues de Jacques Prévert. En automne 1945, Freddy Buache visite l'exposition "Image du cinéma français" au Palais de Rumine à Lausanne. Il assiste à la projection sur un écran du film Un chien andalou de Luis Buñuel qui l'impressionne énormément. À la sortie de l'exposition, l'un des artisans de la Cinémathèque française, Henri Langlois l'accoste et lui demande ses impressions. Ils seront suivis par des planteurs de clous de Rumine, mais aussi le président de la Cinémathèque française Jean Grémillon, et de Joseph Kosma. Henri Langlois lui dit alors que des gens cherchent à ouvrir un ciné-club, qui sera fondé à Lausanne en 1946 à la Maison du Peuple, et qui connaîtra un très grand succès.
En 1948, Freddy Buache crée, avec Charles Apothéloz, la compagnie théâtrale des Faux Nez. La même année est fondée l'association Cinémathèque suisse. Il fréquente à Lausanne le futur philosophe André Gorz qui l'initie à la philosophie existentialiste. Journaliste et critique de cinéma, Freddy Buache tient alors la rubrique cinéma de la Nouvelle Revue de Lausanne, puis de la Tribune de Lausanne dès 1959. Il dirige deux collections à L'Âge d'Homme : Cinéma vivant et Histoire du cinéma.  Freddy Buache dirige la Cinémathèque suisse à partir de 1951 jusqu'en 1996. Il est l'époux de l'écrivain et journaliste Marie-Magdeleine Brumagne.
Freddy Buache est l'auteur de plusieurs livres de poèmes et d'essais. En 1985, le prix de Lausanne lui est attribué. En 1998, Freddy Buache reçoit le Léopard d'honneur lors du Festival international du film de Locarno, et en avril 2019, la médaille de membre honoraire de la Fédération internationale des archives du film, lors d'un congrès international qui s'est tenu à Lausanne.

## Repères biographiques
- 1949 : Transfert des collections bâloises à Lausanne
- 1950 : Organisation de la Semaine du cinéma et bal inaugural de la Cinémathèque suisse au Lausanne Palace, en présence d'Erich von Stroheim
- 1951 : Succède à Claude Emery comme directeur de la Cinémathèque suisse. Rencontre sa future femme, Marie-Magdeleine Brumagne
- 1952 : Premières critiques cinématographiques dans La Nouvelle Revue de Lausanne. Installation de la Cinémathèque suisse dans un deux pièces à la Place de la Cathédrale
- 1954 : Organise le 10e congrès de la FIAF (Fédération Internationale des Archives du Film)
- 1955 : Premier séjour au Festival de Cannes
- 1956 : Première publication : Contre-chants, recueil de poésie
- 1959 : Débute comme chroniqueur à la Tribune de Lausanne, qui deviendra Le Matin
- 1960 : Freddy Buache est soupçonné de faire de la Cinémathèque suisse un foyer du communisme
- 1963 : Premières subventions de la Confédération, après celle de la Ville de Lausanne (1950), du canton de Vaud (1955) et d’autres cantons
- 1964 : Responsable de collection aux Éditions L'Âge d'Homme
- 1966 : Co-directeur du Festival de Locarno, avec Sandre Bianconi jusqu’en 1970. Les projections au collège de Béthusy deviennent bimensuelles
- 1972 : Obtient un des trois prix spéciaux décernés à l’occasion des 25 ans du festival tessinois
- 1975 : Intégration des archives du Ciné-Journal suisse
- 1979 : Carte blanche de la Cinémathèque suisse au Festival de Cannes. 35e congrès de la FIAF à Lausanne
- 1981 : Transformée en fondation privée, la Cinémathèque suisse s’installe dans l’aile Est du Casino de Montbenon. Projections quotidiennes
- 1982 : Jean-Luc Godard réalise le court métrage Lettre à Freddy Buache présenté au Festival de Cannes dans la section « Un Certain Regard »
- 1984 : Lance les « Histoire(s) comparées(s) du cinéma », cours qu’il donne à la Cinémathèque suisse
- 1985 : Prix de la Ville de Lausanne
- 1992 : Inauguration du Centre d’archivage à Penthaz dans un ancien atelier de reliure, qui permet de rassembler les archives conservées sur dix sites différents
- 1996 : Historien du cinéma, Hervé Dumont succède à Freddy Buache qui devient Président d'honneur de la Cinémathèque suisse
- 1998 : Léopard d'honneur au Festival de Locarno. Fait son entrée dans Le Petit Larousse en même temps que Nicolas Bouvier, Mario Botta et Jean-Pascal Delamuraz
- 2009 : Frédéric Maire, nouveau directeur de l’institution
- 2010 : Prix de la Fondation Leenaards
- 2019 : Reçoit la médaille de Membre honoraire de la FIAF, remise lors du 75e congrès de la fédération à Lausanne. Visite le nouveau Centre de recherche et d’archivage de la Cinémathèque suisse à Penthaz. « Le jeune cinéma des pays de l’Est », dernier cours dispensé par Freddy Buache aux étudiants de la Section histoire et esthétique du Cinéma de l’Unil (8 mai)
- 2019 : Mort le 28 mai

## Livres
- Contre-chants, Éd. du Carré rouge, 1956 (poésie)
- Nouvelle Vague, avec Raymond Borde et Jean Curtelin. – Lyon : Serdoc, 1962.
- Le Cinéma américain 1955-1970, Éditions l'Âge d'Homme (1974)
- Le Cinéma suisse, Éditions l'Âge d'Homme (1974)
- Portrait de Daniel Schmid en magicien, Éditions l'Âge d'Homme (1975)
- Le Cinéma anglais autour de Kubrick et Losey, Éditions l'Âge d'Homme, (1978)
- Le Cinéma allemand : 1918-1933, Hatier (1984)
- Le Cinéma américain, tome 2 : 1971-1983, Éditions l'Âge d'Homme (1990)
- Claude Autant Lara, Éditions l'Âge d'Homme (1990)
- Luis Bunuel, Éditions l'Âge d'Homme (1990)
- Le cinéma italien, 1945-1990, Éditions l'Âge d'Homme (1992)
- Derrière l'écran, entretiens avec Christophe Gallaz et Jean-François Amiguet, Payot, 1995 ; rééd. Éditions l'Âge d'Homme (2009)
- Trente ans de cinéma suisse : 1965-1995, Éditions du Centre Pompidou (1999)
- Le Cinéma anglo-américain, de 1984 à 2000, Éditions l'Âge d'Homme (2000)
- Michel Soutter, Éditions l'Âge d'Homme (2001)
- 25 ans de cinéma français, 1979-2003, Éditions l'Âge d'Homme (2005)
- Michel Mitrani, une bio-filmographie, Éditions l'Âge d'Homme (2006)
- Sous tant de paupières, Éditions l'Âge d'Homme (2010)

### Sources
- « Freddy Buache », sur la base de données des personnalités vaudoises sur la plateforme « Patrinum » de la Bibliothèque cantonale et universitaire de Lausanne.
- Entretien avec F. Buache Coopération, 7 mai 2003, p. 94-95
- Filiations, des personnalités racontent leur histoire familiale, p. 127-132
- Jean-Louis Kuffer, 24 Heures, 29 décembre 2004, p. 13
- Entretien et photographie, Le Matin dimanche, 8 mai 2005, p. 25-26
- « Freddy Buache » dans le Dictionnaire historique de la Suisse en ligne.
- A D S - Autorinnen und Autoren der Schweiz - Autrices et Auteurs de Suisse - Autrici ed Autori della Svizzera
- Biographie
- Freddy Buache, un dossier des archives de la Télévision suisse romande
- « Freddy Buache et la cinémathèque suisse », sur Dérives, 23 avril 2011 (consulté le 21 janvier 2024)